# Morten Pedersen (Fußballspieler)
Morten Pedersen (* 12. April 1972 in Tromsø) ist ein ehemaliger norwegischer Fußballspieler.

## Karriere
Pedersen startete seine Karriere in der Jugendabteilung des Storsteinnes IL, bevor er zum Brøndby IF wechselte. Dort schaffte er den Sprung in die Profiabteilung und reifte zum Jugendnationalspieler seines Landes. Für die U-21-Norwegens absolvierte er 15 Spiele. Seine nächste Stationen waren Tromsö IL und Brann Bergen, bevor er 1997 in die Bundesliga zu Borussia Mönchengladbach wechselte. In Deutschland blieb er lediglich für ein halbes Jahr und absolvierte in der Saison 1997/98 fünf Spiele. Bereits in der Winterpause kehrte er nach Norwegen zu Rosenborg BK zurück. Nach einem kurzzeitigen Leihgeschäft zu Valerenga Oslo, versuchte er erneut sein Glück im europäischen Ausland. Er spielte bis 2003 in Belgien für KAA Gent und absolvierte 53 Spiele in der 1. Liga. Seine Karriere ließ er anschließend bei seinem alten Arbeitgeber Tromsö IL ausklingen.